# Baggerindustrie
Die Baggerindustrie ist ein Zweig der Industrie, der vor allem in den Niederlanden von Bedeutung ist (niederländische und belgische Unternehmen beherrschen etwa 75 % des Weltmarktes).
Sie beschäftigt sich weltweit  mit dem Ausbaggern von Häfen, dem Bau von Häfen, Dämmen, Deichen, Schleusen, Pieren, der Eindeichung von Wasserflächen, so dass Polder entstehen, und anverwandten Werken.
Die Baggerunternehmen, wie z. B. Volker-Stevin und Smit-Tak aus den Niederlanden, beschäftigen sich auch mit der Schleppschifffahrt und der Bergung von Schiffswracks und dem Bau von Eisenbahnen.

## Geschichte
Die Niederländer haben schon im Mittelalter angefangen, ihr Gebiet durch Deiche und Dämme vor dem Wasser zu schützen.
Im 17. Jahrhundert schafften sie es, nach Plänen von Jan Adriaanszoon Leeghwater aus Graft-De Rijp (1575–1650), die Seen in Noord-Holland: Purmer, Beemster, Wormer und Schermer, mit Hilfe von Windmühlen trockenzulegen. In dieser Epoche, dem Goldenen Zeitalter, gab es in Zuid-Holland in der Umgebung von Sliedrecht, östlich von Dordrecht schon sachkundige Deichbauer. Sie bauten im Moor Weiden an, dessen zähe, wasserfeste Äste und Zweige geerntet und geflochten wurden. Dieses „rijshout“ („Reisigholz“) war sozusagen das Gerippe des Deiches. Es hielt den aufgebaggerten Lehm fest. Der Deich war dadurch verhältnismäßig sicher. Deicharbeiter aus dieser Region waren im In- und Ausland vielgefragt.
Im 18. Jahrhundert entwickelten sie immer bessere Techniken, auch zum Ausbaggern von Untiefen in Flüssen. Im Jahr 1864 verwendete der Sliedrechter Bauunternehmer Adriaan Volker erstmals ein von einer Dampfmaschine angetriebenes Baggerschiff.
Im 19. Jahrhundert gab die niederländische Regierung weitere große Wasserwerke in Auftrag: die Grabung des Nordseekanals und des Nieuwe Waterweg für die Häfen von Amsterdam bzw. Rotterdam. Dadurch wurde die Baggerindustrie zur niederländischen Spezialität.
Das ausgebaggerte Erdreich wurde anderswo als Material für Deiche und Piers genutzt. Auch in Niederländisch-Indien, dem heutigen Indonesien, wurden Häfen gebaut und ausgebessert.
Im 20. Jahrhundert war der Wasserbauingenieur Cornelis Lely ein großer Befürworter der Eindeichung der Zuidersee. Der Plan wurde tatsächlich verwirklicht, der Abschlussdeich wurde 1932 verwirklicht. Danach folgten die Polder der heutigen Provinz Flevoland.
Nach der Sturmflut von 1953 wurden die Deltawerke im Südwesten der Niederlande zur hand genommen. Dabei wurden immer die neue Techniken entwickelt und angewandt. Riesige Schiffe und schwimmende Maschinen entstanden (Siehe auch das Museum Neeltje Jans in der Provinz Seeland).
In der Zeit nach 1973, als die Inlandsnachfrage weitgehend befriedigt war, gingen die niederländischen Spezialisten wie Volker-Stevin N.V. ins Ausland. Im Nahen Osten und in Ostasien wurden riesige Hafenanlagen aufgebaggert, und immer noch sind die z. T. noch in der Umgebung von Sliedrecht gefestigten Unternehmen weltweit tonangebend.
Im Sliedrechter Baggermuseum ist eine Ausstellung über die Geschichte dieses Betriebszweigs zu beobachten.